# Glypta eberhardi
Glypta eberhardi là một loài tò vò trong họ Ichneumonidae.